# Гаганиця
Гага́ниця (болг. Гаганица) — село в Монтанській області Болгарії. Входить до складу общини Берковиця.

## Населення
За даними перепису населення 2011 року у селі проживали 300 осіб, з них 298 осіб (99,3%) — болгари.
Розподіл населення за віком у 2011 році:
Динаміка населення: